# جمعة مارلبورو

مارلبورو

جمعة مارلبورو Marlboro Friday وهو يوم 2 أبريل 1993، عندما أعلنت شركة فيليب موريس عن تخفيض أسعار سجائر مارلبورو بنسبة 20٪؜ لمواجهة المنافسين غير المرخصين، الذين كانوا يأكلون بشكل متزايد حصتها في السوق. ونتيجة لذلك، انخفض سهم فيليب موريس بنسبة 26٪؜ وانخفضت أيضًا قيمة أسهم شركات المنتجات الاستهلاكية ذات العلامات التجارية الأخرى، بما في ذلك كوكا كولا و آر جيه آر نابيسكو(RJR Nabisco).
وانخفض المؤشر العام بنسبة ١.٩٨٪؜ في ذلك اليوم. اعتبرت مجلة فورتشن يوم جمعة مارلبورو "اليوم الذي سقط فيه رجل مارلبورو عن حصانه." فسر مستثمرو فيليب موريس خفض الأسعار على أنه اعتراف بالهزيمة من علامة مارلبورو التجارية، وهو دليل على أن فيليب موريس لم يعد بإمكانها تبرير سعرها المرتفع و كان عليها الآن التنافس مع العلامات التجارية العامة.
في ذلك الوقت، كان يُنظر إلى هذا الحدث على أنه يدل على "وفاة العلامة التجارية ونهايتها" وظهور جيل مستهلك "يهتم بالقيمة" ويولي المزيد من الاهتمام للقيمة الحقيقية للمنتجات وليس لأسماء العلامات التجارية. وسرعان ما ثبت أن هذا الرأي غير صحيح، حيث كانت العلامات التجارية تهيمن على بقية اقتصاد العقد وكذلك العقد الأول من القرن الحادي والعشرين حتى الوقت الحاضر، وتدفعه حملات تسويقية ذات ميزانية عالية.

## انظر ايضا
فيليب موريس الولايات المتحدة